# Кастелло
Кастелло (італ. Castello) — найбільший з шести історичних районів (сест'єре) Венеції. Розташований в східній частині міста.
Назва району походить від римського замку, побудованого на острові. На місці замку зараз розташовується церква Сан-П'єтро ді Кастелло.
Арсенал, який свого часу був верф'ю для спорудження відомих венеційських галер, розділяє цей район на дві частини.
Східна частина покрита садами, в західній багато пам'ятників архітектури і мистецтва.
З визначних пам'яток слід виділити церкву Сан-Заккаріа і собор Санті-Джованні е Паоло.